# Robert Lassalle
Pour les articles homonymes, voir Lassalle.
Robert Lassalle (1882-1940) est un homme politique français. Il fut député des Landes de 1924 à 1940 et brièvement ministre des Pensions en 1938. Il est porté disparu, « mort pour la France, lors des combats de mai 1940 à Chémery-sur-Bar dans les Ardennes. 

## Biographie
Il naît à Soustons (Landes) le 2 juin 1882. Il fait des études de Droit à Bordeaux, Montpellier et Paris. Il entre au Ministère des Finances à Paris en 1907. Il obtient son doctorat en Droit en 1910.
Âge de 32 ans à la déclaration de la Première Guerre mondiale, il n’est pas mobilisable à cause de son œil gauche aveugle. Le vendredi 4 septembre 1914, il signe un engagement volontaire pour la durée de la guerre à la mairie du 17e arrondissement de Paris.
Il combat au sein du 31e régiment d’infanterie et du 49e régiment d’infanterie. Il est blessé le 17 septembre 1914 devant Montfaucon, le 24 mai 1916 devant Douaumont, le 6 mai 1917 à Craonne.
Promu sous-lieutenant à titre temporaire à la sortie du centre d’instruction des élèves officiers, il rejoint le 34e régiment d’infanterie le 19 mars 1917 pour être, à sa demande, détaché au 49e RI. Le 24 juin 1917, il est fait chevalier de la Légion d’honneur. Au cours du combat de Courcelles, il est fait prisonnier le 9 juin 1918.
La guerre terminée, il embrasse la carrière politique, devient conseiller municipal et conseiller général de Soustons (1919-1940), député des Landes (1924-1940) et  ministre des Pensions au début de 1938 dans le bref (3 mois) gouvernement Chautemps.
À la déclaration de la Seconde Guerre mondiale, il s’engage, le 21 septembre 1939, à Paris. Il est affecté, avec son grade de lieutenant de réserve, au 213e régiment d’infanterie.
Faisant face à la percée de Sedan, il est porté disparu, « mort pour la France » le 14 mai 1940 aux combats de Chémery-sur-Bar dans les Ardennes. Il avait 58 ans. Sa dépouille ne sera jamais retrouvée.
Un monument à sa mémoire a été érigé à Soustons, en face de la maison familiale, par le parti radical socialiste national et landais, avec le concours des habitants et du conseil municipal de Soustons.

## Distinctions
- Officier de la Légion d'honneur (16 décembre 1937)[1]
- Croix de guerre 1914-1918
- « Mort pour la France »

## Sources
- « Robert Lassalle », dans le Dictionnaire des parlementaires français (1889-1940), sous la direction de Jean Jolly, PUF, 1960 [détail de l’édition]

### Sources
- Archives familles Robert Lassalle ;
- archives faculté de Droit Bordeaux, Montpellier, Paris ;
- archives du ministère de la Défense ;
- archives du ministère des Finances ;
- archives de l'Assemblée nationale ;
- archives de la Croix Rouge Internationale à Genève ;
- archives communales de Soustons ;
- archives départementales des Landes ;
- archives nationales Paris ;
- [Cabannes 1945] Gabriel Cabannes, Galerie des landais, t. 7, Mont-de-Marsan, Chabas, 1945, 348 p. (lire en ligne), p. 263-264